# Los Palacios y Villafranca
Los Palacios y Villafranca là một thành phố ở tỉnh Sevilla, Tây Ban Nha. Theo điều tra dân số năm 2006 của Viện thống kê quốc gia Tây Ban Nha, đô thị này có dân số 35.225 người.